# Elizabeth (Virginia Occidentale)
Elizabeth è una città degli Stati Uniti d'America, situata nello Stato della Virginia Occidentale e in particolare nella Contea di Wirt (di cui è anche il capoluogo), lungo il corso del Little Kanawha River.

## Storia
La città venne fondata nel 1796 da William Beauchamp con il nome di Beauchamp's Mills. Nel 1817, il nome della città divenne Elizabeth, in onore di Elizabeth Woodyard, moglie di David Beauchamp.